# Gao Yao (Dynastie Xia)
Gao Yao (chinois simplifié : 皋陶 ; chinois traditionnel : 臯陶 ; pinyin : Gao Yao ; Wade : Kao Yao, vivant au XXIe siècle av. J.-C., était un conseiller politique de Yu le Grand en Chine durant la dynastie Xia. Son père était Shaohao (少昊), son fils Bo Yi (伯益). Il est un des ancêtres de la famille Li de la dynastie Tang.
Il aurait averti son roi en ces termes : « Le Ciel peut voir et entendre, et aussi à travers les yeux et les oreilles du peuple. Le Ciel récompense les vertueux et punit les faibles, ainsi fait le peuple. » Cet avertissement ne promeut pas la démocratie, mais constitue le principe confucéen d'actions humaines.